# 하윤주
하윤주(1984년 7월 24일 ~ )는 대한민국 사천시 태생의 국악인이다.
국가무형문화재 제30호 가곡(歌曲) 이수자이며, 2018년에 KBS 국악대상 가악상, 2019년에 오늘의 젊은 예술가상 등을 수상하였다. 2023년 현재 정가(正歌) 보컬리스트로 활동중이다.

## 학력
- 2003년, 국립국악고등학교 졸업
- 2007년, 한양대학교 국악과 졸업 (국가무형문화재 제30호 가곡 이수)

## 경력
- 2010년 ~ 2012년, 국립국악원 정악단 준단원
- 2009년 ~ ?, 퓨전국악그룹 '퀸' 보컬

## 음반
- 2019년 8월 1일, 프로젝트 앨범 〈두번째달 - 팔도유람〉
- 2019년 8월 6일, 정규 음반 〈추선(秋扇)〉
- 2020년 4월 22일, 싱글 앨범 〈노란 발자국〉 Feat
- 2020년 9월 11일, 앨범 〈황홀극치〉
- 2021년 11월 3일, 앨범 〈달빛아래〉
- 2021년 11월 10일, 앨범 〈별빛아래〉
- 2022년 1월 1일, 앨범 〈사람과 꼭 닮았다〉

## 활동

### 방송
- 2019년 5월 12일, KBS1 《열린음악회》 출연
- 2019년 5월 26일, KBS1 《열린음악회》 출연
- 2020년 6월 25일, KBS2  동요 프로그램 《누가 누가 잘하나》 특별 출연
- 2020년 10월 3일 ~ 12월 19일, MBN 《로또싱어》 출전 (최종 16위)
- 2021년 2월 9일, KBS1 설특집 뮤지컬드라마 《구미호 레시피》 출연 (주인공 '여희'역)
- 2021년, KBS1 《6시 내고향》 패널
- 2023년 3월 12일, KBS1 《열린음악회》 출연

### 라디오
- 2019년, 국악방송 라디오 《하윤주, 이아람의 백스테이지입니다》 진행

### 신문 잡지
- 2019년 5월 31일, 《여성조선》 인터뷰[3]
- 2019년 7월 4일, 《뉴시스》 인터뷰[4]
- 2019년 7월 11일, 《이데일리》 인터뷰[5]

### 주요 공연
- 2011년 10월 11일 ~ 10월 12일, 국립국악원 정가극 〈이생규장전 - 영원한 사랑〉 주연
- 2017년 11월 3일 ~ 11월 24일, 음악극 〈적로〉 주연 '산월'역
- 2018년 12월 7일 ~ 12월 30일, 음악극 〈적로〉 주연 '산월'역
- 2019년, 정가 프로젝트 '소리의 정원(Jardin du Son)'
- 2022년 4월 17일, 김준수, 하윤주, 두번째달 〈팔도유람〉 부산 공연
- 2022년 7월 27일, ACC 브런치 콘서트 - 하윤주 '소리의 정원'
- 2023년 3월 26일, 〈HAKUEI KIM X 이봉근 X 하윤주 콘서트 '3'〉

### 기타 활동
- 2019년 5월 26일, 〈소리를 보듬다〉 참여
- 2022년 12월 8일, 2022 동대문구 송년음악회 참여

## 수상
- 2002년 6월, 제18회 동아국악콩쿠르 정가 학생부문 은상[6]
- 2007년 10월 15일, 국립국악원 제27회 온나라 국악대경연대회 성악 일반부 금상
- 2008년 7월 13일, 제18회 KBS 국악대경연 정가 차상
- 2018년 12월 29일, 2018 KBS 국악대상 가악상
- 2019년 10월 22일, 오늘의 젊은 예술가상 전통예술 부문 (문화체육부 장관 표창 및 상금)

## 홍보 대사
- 2021년 10월 20일, 법무부 교정홍보대사 위촉